# Amasa ucciso da Joab
La tarsia Amasa uccido da Ioab fa parte delle tarsie del coro della basilica di Santa Maria Maggiore i cui disegni preparatori furono eseguiti da Lorenzo Lotto e intarsiati da Giovan Francesco Capoferri. È collocata sul presbiterio nel banco dei religiosi, ala destra, sesto stallo La tarsia è una di quelle che inizialmente non fu disegnata da Lorenzo Lotto e non fu eseguito l'intaglio dal Capoferri, ma solo la sua profilatura.
Uno studio attento e approfondito delle tarsie e dei disegni preparatori fu realizzato dalla studiosa Francesca Cortesi Bosco e pubblicato nel 1987.

## Storia
La congregazione della Misericordia Maggiore, che amministrava la basilica mariana, e che aveva deciso di completare il presbiterio con un nuovo altare e con il nuovo coro, il 12 marzo 1524 affidò a Lorenzo Lotto la realizzazione dei disegni per le tarsie Per la loro realizzazione Lotto fu aiutato dal frate teologo francescano Gerolamo Terzi. La tarsia fu disegnata nel 1523 da una artista anonimo ma il disegno fu completato con l'aggiunta di figure dal Lotto nel 1524 e realizzata da Bernardino Scarati di Gandino entro il 1525.

## Descrizione

### Tarsia
L'invenzione o storia racconta l'episodio descritto nel  Secondo Libro di Samuele quando il re Davide, manda Amasa a radunare il popolo di Giuda, ma questi non si presentò entro il termine di tre giorni, per questo venne inviato un gruppo di soldati a cercando ritenendo che fosse un evento davvero pericoloso, Joab lo incontra a fungendo di baciarlo lo uccide con la sua spada 
La tarsia raffigura esattamente quanto indicato nel Libro di Salomone. Il palazzo raffigurato ha l'architettura tipica del XVI secolo, particolarmente ricca ed elaborata nella quale l'artista veneziano pone i personaggi del racconto biblico. Sono dell'artista anche le raffigurazioni dei bucrani posti nelle basi delle colonne quadrate a serliana con grottesche, che Lotto riesce a presentare nello scalare in ordine gradiente. Si considera quindi che i dettagli dell'architettura siano volontà dell'artista, non solo le immagini dei personaggi. 
Come in ogni tarsia Lorenzo Lotto propone il racconto biblico senza compierne nessuna modifica ma dandone una spiegazione, anche in questa che è un recupero di un lavoro già presente, riesce ad assecondare la committenza rispetto il racconto. Nel tradimento è imperniata la tarsia, tradimento che riprende il tradimento di Giuda con Gesù che l'artista aveva già raffigurato. Joab tiene con la mano destra la barba di Amasa, suo cognato, per volerlo baciare mentre con la spada lo trafigge al fianco. Le parti della spada e delle lance sono stati inseriti in peltro.

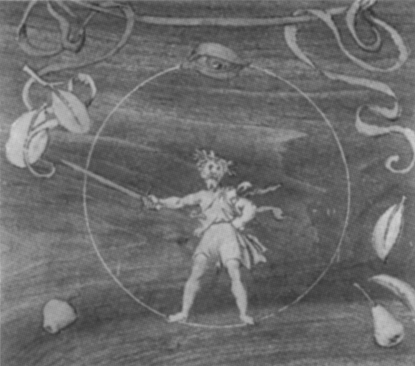
Coperto- Un uomo in cerchio coronato d'alloro con spada sguainata e pugnale

### Coperto
Il coperto o “picture a claro et obsuro” o impresa fu realizzato dal Capoferri, contrariamente alla tarsia, anche se già nel 1524 Lotto ne aveva eseguito il disegno. Il lavoro risulta fosse stato pagato il 28 agosto del medesimo anno. La profilatura fu terminata solo nel 1531. Il coperto raffigura un uomo con una barba corta con le gambe divaricate e lo sguardo rivolto a sinistra. Il personaggio sguaina la spada con il braccio destro mentre il sinistro lo tiene appoggiato sul fianco con in mano un pugnale legato da un fiocco. Il personaggio è inserito in un cerchio perfetto alla cui sommità è posto l'occhio divino con lo sguardo rivolto in basso verso l'uomo.